# Перепеловский, Владимир Васильевич
Влади́мир Васи́льевич Перепело́вский — генерал-майор Русской императорской армии. Помощник командира Собственного Его Императорского Величества Конвоя.

## Биография
Православный. Из дворян Кубанского казачьего войска. Хорунжий со старшинством 14 августа 1884 года. В звании портупей-юнкера в 1888 году окончил Павловское военное училище. Зачислен в 1-й Хопёрский Её Императорского Высочества Великой Княгини Анастасии Михайловны полк Кубанского казачьего войска. С 1891 года в Собственном Его Императорском Величества Конвое. Переведён в Кубанские сотни Лейб-Гвардии. В 1901 году произведён в сотники. В 1902 году — в подъесаулы. В 1907 году — полковник, помощник начальника Конвоя.
После объявления большевиками красного террора взят в заложники. Расстрелян.

## Семья
Отец: генерал-лейтенант В. Г. Перепеловский (18.02.1818—1908). Братья:
- Перепеловский, Александр Васильевич (1863—1918) — генерал-майор Русской императорской армии, казнён большевиками.
- Перепеловский, Сергей Васильевич (1866—1918) — полковник, военный инженер Русской императорской армии, казнён большевиками.